# Anaplasia
El término anaplasia se utiliza en medicina para describir la escasa diferenciación de las células que componen un tumor. Un tumor anaplásico es aquel cuyas células están poco diferenciadas o indiferenciadas, lo cual indica en general que su comportamiento es maligno, es decir tiene la capacidad de extenderse localmente a los tejidos vecinos y de diseminarse a otros órganos. Se considera que mientras más grande y menos diferenciado sea un tumor, más probabilidades tiene de producir metástasis.
Los tumores anaplásicos muestran diferentes características en sus células que las diferencian de las normales y pueden ser determinadas mediante la observación microscópica en el laboratorio:
- Pleomorfismo. Diferencias considerables de forma y tamaño entre las células.
- Núcleos de gran tamaño. La relación entre el núcleo y el citoplasma es 1:1, mientras que normalmente oscila entre 1:4 y 1:6.
- Núcleos  celulares de apariencia extraña, con tamaños y formas muy variables.
- Existencia de numerosas mitosis (células en proceso de división).  Las mitosis  son atípicas, extrañas, no siguen los patrones normales y se distribuyen de forma anárquica.[2]